# Diselma archeri
Diselma archeri ist ein Nadelbaum und die einzige Art der damit monotypischen Gattung Diselma aus der Familie der Zypressengewächse (Cupressaceae). Ihr Verbreitungsgebiet liegt in den Hochländern im Westen der Insel Tasmanien südlich von Australien. Die Art gilt nicht als gefährdet. 

## Beschreibung
Diselma archeri bildet immergrüne zweihäusige Sträucher oder kleine Bäume mit Wuchshöhen von 1,5 bis 4 m, selten treten Bäume von bis zu 6 m Höhe oder niederliegende Exemplare auf. Der Stamm erreicht Durchmesser von 30 bis 40 m, bleibt aber meist schlanker. Die Borke ist rau und schuppig, anfangs braun und später grau. Die innere Rinde ist rötlich braun. Die Äste sind kurz und steif, sie bilden eine dichte Krone.

### Blätter
Die Blätter wachsen eng angedrückt auf zahlreichen, dicht stehenden, geraden, mehr oder weniger steifen 10 bis 20 mm langen Zweigen, die einen Durchmesser von 1,5 mm und einen viereckigen, seltener auch dreieckigen Querschnitt haben. Die Blätter stehen kreuzgegenständig, seltener in Wirteln zu dritt. Sie sind überlappend, rhombisch, gekielt, ganzrandig mit stumpfem Ende, 1 bis 2 mm lang und 0,6 bis 1,5 mm breit und ähneln Schuppen. Die Spaltöffnungen sind in zwei kurzen, weißlichen Bändern nahe der Blattbasis angeordnet. Junge Blätter an ausgereiften Zweigen sind anfangs rötlich und werden später grün bis olivgrün.

### Zapfen und Samen
Die zahlreichen, 3 mm langen Pollenzapfen stehen einzeln an den Enden der Zweige. Je Zapfen werden 6 bis 8, dreieckig-deltoide Mikrosporophylle gebildet, die kleiner als die Blätter sind. Davon sind meist nur vier fruchtbar, wobei diese zwei Pollensäcke ausbilden. Die Samenzapfen stehen ebenfalls an den Enden der Zweige und reifen innerhalb eines Jahres zu kleinen, 3 mm langen und 2 mm breiten Zapfen mit zwei kreuzgegenständigen Paaren von Zapfenschuppen. Jede der oberen Schuppen trägt in ihrer Achsel meist 2, manchmal 3 Samen. Die braunen Samen sind abgeflacht eiförmig und haben 2 bis 3 Samenflügel. Am Zapfenende ist eine deutliche Columella ausgebildet. Reife Zapfen sind 2 bis 3 mm lang und 1 bis 1,5 mm breit. Sie sind die kleinsten Koniferenzapfen der Südhemisphäre und wahrscheinlich die kleinsten Koniferenzapfen überhaupt.

## Verbreitung und Ökologie
Das Verbreitungsgebiet von Diselma archeri liegt in den Hochländern im Westen von Tasmanien, die Art fehlt jedoch im Nordwesten der Insel. Man findet sie in Höhen von 550 bis 1400 Metern in subalpinen und alpinen Heidemooren und Geröllfeldern, manchmal auch entlang von Flüssen und an den Rändern von Seen und Teichen. Dort wächst sie zusammen mit ausdauernden Pflanzen und kleineren Sträuchern wie Astelia alpina, Microstrobos niphophilus, Microcachris tetragona, der Steineibe Podocarpus lawrencei, den Heidekrautgewächsen Richea scoparia und Richea pandanifolia, verschiedenen Lomatia-Arten, Orites acicularis und Orites revoluta, verschiedenen Strohblumenarten (Helichrysum) und Leptospermum-Arten, aber auch mit größeren Sträuchern und kleinwüchsigen Bäumen wie der Zypressenähnlichen Schuppenfichte (Athrotaxis cupressoides), Phyllocladus aspleniifolius, der Scheinbuche Nothofagus gunnii und Eucalyptus coccifera. Sie bevorzugt saure, oft auch nasse, flache Torfböden. Die Niederschläge sind hoch, wobei es das ganze Jahr über Frost und Schnee geben kann. Die Schneedecke kann über mehrere Monate bestehen bleiben.
In der Roten Liste der IUCN wird Diselma archeri als nicht gefährdet („Lower Risk/least concern“) geführt. Es wird jedoch darauf hingewiesen, dass eine neuerliche Überprüfung der Gefährdung nötig ist. Die Art ist im Hochland weit verbreitet, kann jedoch durch Feuer gefährdet werden.

## Systematik und Forschungsgeschichte
Diselma archeri ist die einzige Art der daher monotypischen Gattung Diselma aus der Familie der Zypressengewächse (Cupressaceae). Sie wurde 1857 von Joseph Dalton Hooker in seiner Flora Tasmaniae erstbeschrieben. 1880 wurde sie auch unter dem Synonym Fitzroya archeri (Hook.f.) Benth. & Hook.f. der Gattung Fitzroya zugeordnet. Der von Hooker gewählte Gattungsname Diselma ist aus dem griechischen Wort di für „zwei“ und selma für „Oberdeck“ abgeleitet und verweist auf die zwei Paare von Samenschuppen je Samenzapfen. Das Artepitheton archeri ehrt den Botaniker William Archer (1820–1874), der die Pflanzenwelt von Tasmanien erforschte.
Die Blätter ähneln denen der im selben Verbreitungsgebiet auftretenden Art Microcachrys tetragona aus der Familie der Steineibengewächse (Podocarpaceae), auch entspricht die kreuzgegenständige Blattstellung von Microcachrys nicht der üblichen spiraligen der Familie, sondern gleicht der Blattstellung von Diselma archeri. Die Sporophylle der Zapfen beider Geschlechter sind jedoch im Gegensatz zu Diselma spiralig angeordnet.

## Verwendung
Die Art wird selten kultiviert, sie wird jedoch für gärtnerische Anwendungen gehandelt und man findet sie in Botanischen Gärten. Die Art wächst langsam und wird besonders in Steingärten verwendet. Der Kultivar Read Dwarf wächst sogar noch langsamer und hat hellgrüne junge Blätter.

## Nachweise